# Берештій-Ілієй
Берештій-Ілієй (рум. Bărăștii Iliei) — село у повіті Хунедоара в Румунії. Входить до складу комуни Бренішка.
Село розташоване на відстані 317 км на північний захід від Бухареста, 21 км на північний захід від Деви, 107 км на південний захід від Клуж-Напоки, 119 км на схід від Тімішоари.

## Населення
За даними перепису населення 2002 року у селі проживали 25 осіб, усі — румуни. Усі жителі села рідною мовою назвали румунську.